# Florida Alta
Florida Alta es un barrio de la ciudad de Alicante (España), denominado popularmente como Florida-Portazgo, que asimismo es el nombre de su plaza principal. Según el padrón municipal, cuenta en el año 2022 con una población de 5142 habitantes (2602 mujeres y 2540 hombres). Su código postal es el 03006 y está incluido en el distrito 3 de la capital alicantina.
Su accesibilidad es muy buena, ya que está circundado por dos vías importantes, la Gran Vía y la avenida de Orihuela, y se encuentra a escasos kilómetros del centro de la ciudad, aunque al norte existió una barrera producida por las vías ferroviarias, hasta que fueron soterradas en la década de los 2000.

## Población
Según el padrón municipal de habitantes de Alicante, la evolución de la población del barrio de Florida Alta en los últimos años, del 2011 al 2022, tiene los siguientes números:
|              | 2011 | 2012  | 2013  | 2014  | 2015  | 2016   | 2017  | 2018  | 2019   | 2020   | 2021  | 2022 |
| ------------ | ---- | ----- | ----- | ----- | ----- | ------ | ----- | ----- | ------ | ------ | ----- | ---- |
| Población    | 5260 | 5272  | 5215  | 5160  | 5130  | 5001   | 4947  | 4980  | 5119   | 5236   | 5139  | 5142 |
| (Diferencia) |      | (+12) | (-57) | (-55) | (-30) | (-129) | (-54) | (+33) | (+139) | (+117) | (-97) | (+3) |

## Historia
Su trazado urbanístico data del año 1925 y fue realizado por el arquitecto alicantino Francisco Fajardo Guardiola, quien bautizó con nombres de constelaciones las calles del barrio. Originalmente fue ocupado por población fundamentalmente obrera asociada a fábricas o infraestructuras de transporte, siendo considerado en la actualidad como un barrio residencial tranquilo y de origen humilde.

## Fiestas
Las fiestas patronales del barrio están dedicadas a la Virgen del Rosario y tienen lugar entre los días 7 y 12 de octubre, en los que se realizan una solemne procesión y una ofrenda de flores en honor de la patrona.
No obstante la principal fiesta del barrio son las Hogueras de San Juan, con la comisión de la hoguera del barrio, Florida Portazgo, fundada en 1966 y que siempre ha plantado en 1.ª categoría o en categoría Especial. Ha sido cinco veces la hoguera ganadora de Alicante: en 2008, 2009, 2010, 2022 y 2024. También ha conseguido cuatro veces que su candidata sea elegida bellea del foc: en 1983, 1994, 2001 y 2024.